# Гостовићи (Завидовићи)
Гостовићи су насељено мјесто у Босни и Херцеговини, у општини Завидовићи, које административно припада Федерацији Босне и Херцеговине. Према попису становништва из 2013. године, у насељу је живјело 1.444 становника.

## Становништво
| Националност       | 1991.          | 1981.          | 1971.          |
| Муслимани          | 1.441 (63,84%) | 1.342 (61,90%) | 1.149 (58,71%) |
| Срби               | 796 (35,26%)   | 801 (36,94%)   | 800 (40,87%)   |
| Хрвати             | 3 (0,13%)      | 7 (0,32%)      | 3 (0,15%)      |
| Југословени        | 9 (0,39%)      | 16 (0,73%)     | 0              |
| остали и непознато | 8 (0,35%)      | 2 (0,09%)      | 5 (0,25%)      |
| Укупно             | 2.257          | 2.168          | 1.957          |

Егзодус српског становништва из овог места догодио се 4. децембра 1992. године. На 9 српских гробаља порушено је око 95% споменика.